# Biliardo (numero)
Il biliardo è il numero naturale che, nel sistema di denominazione chiamato scala lunga usato in Europa continentale occidentale, equivale a un milione di miliardi, cioè  1 000 000 × 1 000 000 000 = 1015. Il suo prefisso nel Sistema internazionale di unità di misura è  peta.
Negli Stati Uniti e nel mondo anglosassone in genere (nel Regno Unito dal 1974), dove viene usato il sistema di denominazione chiamato scala corta, equivale al "Quadrillion", ossia 1 000 × 1 0004 = 1015.